# Ministère de l'Agriculture, des Pêcheries et de l'Alimentation
Le ministère de l'Agriculture, des Pêcheries et de l'Alimentation (MAPAQ) est le ministère du gouvernement du Québec chargé de la politique agricole, de la pêche et de l'alimentation. 
Plus spécifiquement, le MAPAQ a la responsabilité du développement du secteur bioalimentaire qui englobe les activités de production agricole, d’aquaculture et de capture, de transformation et de distribution des aliments, y compris le commerce de détail et les services alimentaires destinés au réseau de l’hôtellerie, de la restauration et des institutions (HRI). Le Ministère exerce une surveillance de toute la chaîne alimentaire aux fins de la protection de la santé publique de même que de l’amélioration de la santé et du bien-être des animaux. De plus, il est impliqué dans la formation collégiale spécialisée en agriculture et en agroalimentaire.

## Histoire
Le 21 décembre 1979 le ministère de l'Agriculture prend officiellement son nom actuel de Ministère de l'Agriculture, des Pêcheries et de l'Alimentation (MAPAQ) lorsque la Loi concernant certains ministères est sanctionnée.
Le 5 octobre 1990, le MAPAQ récupère la responsabilité du développement régional et la gestion de l'Office de planification et de développement du Québec et du Fonds de développement régional à la place du Ministère de l'Énergie et des Ressources.
Quelques mois après la création de la Régie des alcools, des courses et des jeux du Québec, le MAPAQ récupère le 27 octobre 1993 les services de promotion et d'aide à l'industrie des courses de chevaux auparavant sous la responsabilité de la Commission des courses de chevaux du Québec qui est alors dissoute.

### Titulaires depuis 1867
| Titulaire Parti                                               | Titulaire Parti                                     | Début                                               | Fin                                                 | Cabinet                     |
| ------------------------------------------------------------- | --------------------------------------------------- | --------------------------------------------------- | --------------------------------------------------- | --------------------------- |
| Commissaire de l'Agriculture et des Travaux publics           | Commissaire de l'Agriculture et des Travaux publics | Commissaire de l'Agriculture et des Travaux publics | Commissaire de l'Agriculture et des Travaux publics | Chauveau                    |
|                                                               | Louis Archambeault Aucun                            | 15 juillet 1867                                     | 27 février 1873                                     | Chauveau                    |
| 27 février 1873                                               | Louis Archambeault Aucun                            | 22 septembre 1874                                   | Ouimet                                              |                             |
|                                                               | Pierre Garneau Conservateur                         | 22 septembre 1874                                   | 25 janvier 1876                                     | Boucher de Boucherville (1) |
|                                                               | Charles-Eugène Boucher de Boucherville Aucun        | 25 janvier 1876                                     | 8 mars 1878                                         | Boucher de Boucherville (1) |
|                                                               | Henri-Gustave Joly de Lotbinière Libéral            | 8 mars 1878                                         | 31 octobre 1879                                     | Joly de Lotbinière          |
|                                                               | Joseph-Adolphe Chapleau Conservateur                | 31 octobre 1879                                     | 5 juillet 1881                                      | Chapleau                    |
|                                                               | John Jones Ross Aucun                               | 5 juillet 1881                                      | 4 mars 1882                                         | Chapleau                    |
|                                                               | Élisée Dionne Aucun                                 | 4 mars 1882                                         | 31 juillet 1882                                     | Chapleau                    |
| 31 juillet 1882                                               | Élisée Dionne Aucun                                 | 23 janvier 1884                                     | Mousseau                                            |                             |
|                                                               | John Jones Ross Aucun                               | 23 janvier 1884                                     | 27 janvier 1887                                     | Ross                        |
|                                                               | Henry Starnes Aucun                                 | 27 janvier 1887                                     | 29 janvier 1887                                     | Ross                        |
|                                                               | James McShane Libéral                               | 29 janvier 1887                                     | 8 mai 1888                                          | Mercier                     |
| Commissaire de l'Agriculture et de la Colonisation            |                                                     |                                                     |                                                     | Mercier                     |
|                                                               | Honoré Mercier Libéral                              | 8 mai 1888                                          | 7 décembre 1888                                     | Mercier                     |
|                                                               | William Rhodes Libéral                              | 7 décembre 1888                                     | 30 juin 1890                                        | Mercier                     |
|                                                               | Honoré Mercier Libéral                              | 30 juin 1890                                        | 21 décembre 1891                                    | Mercier                     |
|                                                               | Louis Beaubien Conservateur                         | 21 décembre 1891                                    | 16 décembre 1892                                    | Boucher de Boucherville (2) |
| 16 décembre 1892                                              | Louis Beaubien Conservateur                         | 11 mai 1896                                         | Taillon                                             |                             |
| 11 mai 1896                                                   | Louis Beaubien Conservateur                         | 12 janvier 1897                                     | Flynn                                               |                             |
| Commissaire de l'Agriculture                                  |                                                     |                                                     | Flynn                                               |                             |
|                                                               | Louis Beaubien Conservateur                         | 12 janvier 1897                                     | Flynn                                               | 26 mai 1897                 |
|                                                               | François-Gilbert Miville Dechêne Libéral            | 26 mai 1897                                         | 3 octobre 1900                                      | Marchand                    |
| 3 octobre 1900                                                | François-Gilbert Miville Dechêne Libéral            | 2 juillet 1901                                      | Parent                                              |                             |
| Ministre de l'Agriculture                                     |                                                     |                                                     | Parent                                              |                             |
|                                                               | François-Gilbert Miville Dechêne Libéral            | 2 juillet 1901                                      | Parent                                              | 20 mai 1902                 |
|                                                               | Adélard Turgeon Libéral                             | 20 mai 1902                                         | Parent                                              | 1er mars 1905               |
|                                                               | Némèse Garneau Aucun                                | 1er mars 1905                                       | Parent                                              | 23 mars 1905                |
|                                                               | Auguste Tessier Libéral                             | 23 mars 1905                                        | 1er septembre 1906                                  | Gouin                       |
|                                                               | Louis-Jules Allard Libéral                          | 1er septembre 1906                                  | 21 janvier 1909                                     | Gouin                       |
|                                                               | Jérémie-Louis Décarie Libéral                       | 21 janvier 1909                                     | 18 novembre 1909                                    | Gouin                       |
|                                                               | Joseph-Édouard Caron Libéral                        | 18 novembre 1909                                    | 9 juillet 1920                                      | Gouin                       |
| 9 juillet 1920                                                | Joseph-Édouard Caron Libéral                        | 24 avril 1929                                       | Taschereau                                          |                             |
|                                                               | Joseph-Léonide Perron Libéral                       | 24 avril 1929                                       | Taschereau                                          | 27 novembre 1930            |
|                                                               | Adélard Godbout Libéral                             | 27 novembre 1930                                    | Taschereau                                          | 11 juin 1936                |
| Ministre de l'Agriculture et de la Colonisation               | Ministre de l'Agriculture et de la Colonisation     | Ministre de l'Agriculture et de la Colonisation     | Ministre de l'Agriculture et de la Colonisation     | Godbout (1)                 |
|                                                               | Adélard Godbout Libéral                             | 27 juin 1936                                        | 26 août 1936                                        | Godbout (1)                 |
| Ministre de l'Agriculture                                     | Ministre de l'Agriculture                           | Ministre de l'Agriculture                           | Ministre de l'Agriculture                           | Duplessis (1)               |
|                                                               | Bona Dussault Union nationale                       | 26 août 1936                                        | 8 novembre 1939                                     | Duplessis (1)               |
|                                                               | Adélard Godbout Libéral                             | 8 novembre 1939                                     | 30 août 1944                                        | Godbout (2)                 |
|                                                               | Laurent Barré Union nationale                       | 30 août 1944                                        | 11 septembre 1959                                   | Duplessis (2)               |
| 11 septembre 1959                                             | Laurent Barré Union nationale                       | 8 janvier 1960                                      | Sauvé                                               |                             |
| 8 janvier 1960                                                | Laurent Barré Union nationale                       | 5 juillet 1960                                      | Barette                                             |                             |
|                                                               | Alcide Courcy Libéral                               | 5 juillet 1960                                      | 14 mars 1962                                        | Lesage                      |
| Ministre de l'Agriculture et de la Colonisation               |                                                     |                                                     |                                                     | Lesage                      |
|                                                               | Alcide Courcy Libéral                               | 14 mars 1962                                        | 16 juin 1966                                        | Lesage                      |
|                                                               | Clément Vincent Union nationale                     | 16 juin 1966                                        | 26 septembre 1968                                   | Johnson (père)              |
| 26 septembre 1968                                             | Clément Vincent Union nationale                     | 12 mai 1970                                         | Bertrand                                            |                             |
|                                                               | Normand Toupin Libéral                              | 12 mai 1970                                         | 13 novembre 1973                                    | Bourassa (1)                |
| Ministre de l'Agriculture                                     |                                                     |                                                     |                                                     | Bourassa (1)                |
|                                                               | Normand Toupin Libéral                              | 13 novembre 1973                                    | 30 juillet 1975                                     | Bourassa (1)                |
|                                                               | Thomas Kevin Drummond Libéral                       | 30 juillet 1975                                     | 26 novembre 1976                                    | Bourassa (1)                |
|                                                               | Jean Garon Parti québécois                          | 26 novembre 1976                                    | 21 septembre 1979                                   | Lévesque                    |
| Ministre de l'Agriculture, des Pêcheries et de l'Alimentation |                                                     |                                                     |                                                     | Lévesque                    |
|                                                               | Jean Garon Parti québécois                          | 21 septembre 1979                                   | 3 octobre 1985                                      | Lévesque                    |
| 3 octobre 1985                                                | Jean Garon Parti québécois                          | 12 décembre 1985                                    | P.M. Johnson                                        |                             |
|                                                               | Michel Pagé Libéral                                 | 12 décembre 1985                                    | 5 octobre 1990                                      | Bourassa (2)                |
|                                                               | Yvon Picotte Libéral                                | 5 octobre 1990                                      | 11 janvier 1994                                     | Bourassa (2)                |
| 11 janvier 1994                                               | Yvon Picotte Libéral                                | 26 septembre 1994                                   | Johnson (fils)                                      |                             |
|                                                               | Marcel Landry Parti québécois                       | 26 septembre 1994                                   | 29 janvier 1996                                     | Parizeau                    |
|                                                               | Guy Julien Parti québécois                          | 29 janvier 1996                                     | 15 décembre 1998                                    | Bouchard                    |
|                                                               | Rémy Trudel Parti québécois                         | 15 décembre 1998                                    | 8 mars 2001                                         | Bouchard                    |
|                                                               | Maxime Arseneau Parti québécois                     | 8 mars 2001                                         | 29 avril 2003                                       | Landry                      |
|                                                               | Françoise Gauthier Libéral                          | 29 avril 2003                                       | 18 février 2005                                     | Charest                     |
|                                                               | Yvon Vallières Libéral                              | 18 février 2005                                     | 18 avril 2007                                       | Charest                     |
|                                                               | Laurent Lessard Libéral                             | 18 avril 2007                                       | 23 juin 2009                                        | Charest                     |
|                                                               | Claude Béchard Libéral                              | 23 juin 2009                                        | 8 septembre 2010                                    | Charest                     |
|                                                               | Laurent Lessard Libéral                             | 8 septembre 2010                                    | 3 février 2011                                      | Charest                     |
|                                                               | Pierre Corbeil Libéral                              | 3 février 2011                                      | 19 septembre 2012                                   | Charest                     |
|                                                               | François Gendron Parti québécois                    | 19 septembre 2012                                   | 23 avril 2014                                       | Marois                      |
|                                                               | Pierre Paradis Libéral                              | 23 avril 2014                                       | 26 janvier 2017                                     | Couillard                   |
|                                                               | Laurent Lessard Libéral                             | 26 janvier 2017                                     | 18 octobre 2018                                     | Couillard                   |
|                                                               | André Lamontagne Coalition avenir                   | 18 octobre 2018                                     | En fonction                                         | Legault                     |